# Thorner Privileg
Im Thorner Privileg wurden dem polnischen Adel politische Vorrechte eingeräumt. Es wurde am 4. Dezember 1520 von König Sigismund dem Alten auf dem Sejm in Bromberg erlassen.

## Inhalt
Das Adelsprivileg beinhaltete:
- Bauern mussten mindestens einen Tag in der Woche auf den Ländereien ihrer Feudalherren Frondienste leisten, die Regel waren zwei bis vier Tage in der Woche.
- Dem Adel wurde bestätigt, dass der Weichselhandel für ihn zollfrei war und ohne Beschränkungen gewährleistet wurde.
- Dem Adel wurde bestätigt, dass er nicht der Strafgerichtsbarkeit der Städte unterliegt.